# HSV-2 Swift
HSV-2 Swift je rychlé transportní plavidlo v letech 2003–2013 zkušebně provozované americkou Military Sealift Command, pomocnou složkou námořnictva Spojených států amerických. Koncepcí se jedná o tzv. wave piercing katamaran. Swift mimo jiné sloužil jako prototyp pro program Joint High Speed Vessel (JHSV), ze kterého vzešla plavidla třídy Spearhead. Později si jej pronajala společnost ze Spojených arabských emirátů. V říjnu 2016 byl během nasazení do vojenské intervence v Jemenu těžce poškozen protilodní střelou.

## Stavba

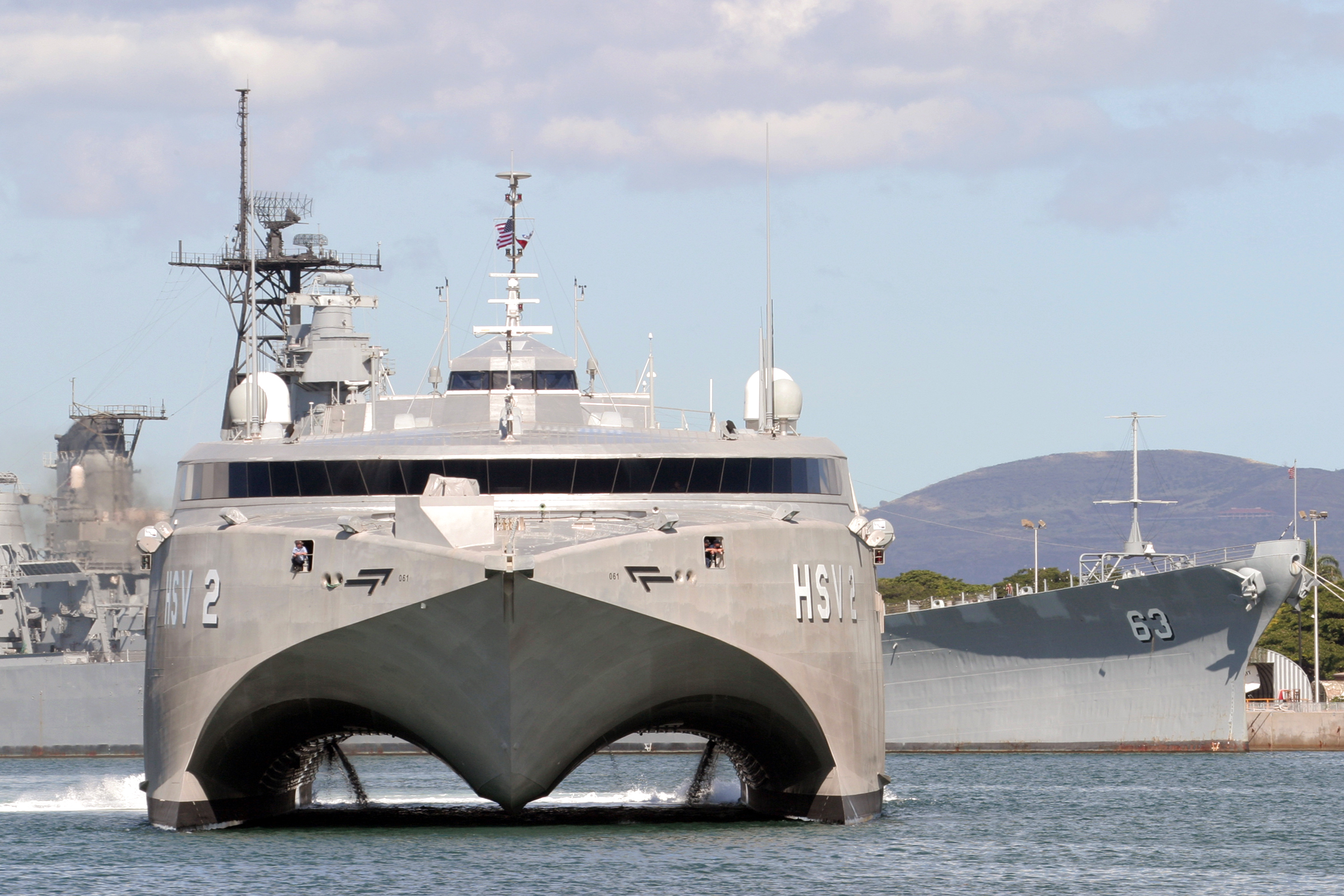
HSV-2 Swift v Pearl Harboru

Plavidlo navrhla a postavila australská loděnice Incat (Bollinger) ve městě Hobart. Swift je čtvrtým plavidlem této koncepce, dodaným tímto výrobcem ozbrojeným složkám a druhým katamaranem amerického námořnictva (předcházel mu australský katamaran HMAS Jervis Bay (AKR 45), Joint Venture (HSV-X1) amerického námořnictva a USAV Spearhead (TSV-X1) americké armády). Po dokončení plavidla se jeho vlastníkem stala newyorská společnost Sealift Inc., která jej pronajímala americké MSC. Námořnictvu byla loď předána 15. srpna 2003. Od května 2004 probíhaly její námořní zkoušky.

## Konstrukce

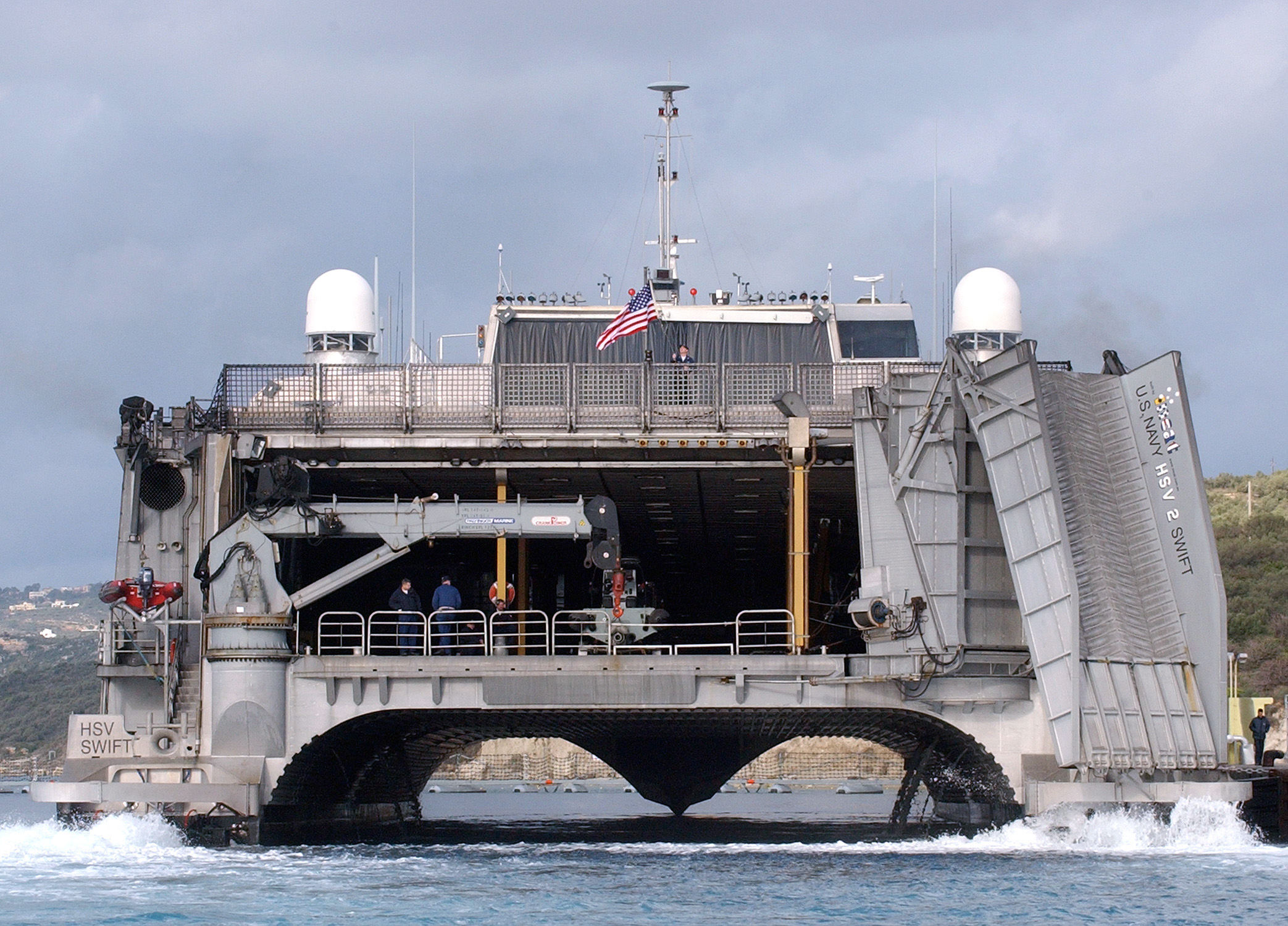
Na snímku zádě HSV-2 Swift je patrná nákladová paluba, jeřáb a složená nákladová rampa

Plavidlo bylo postaveno podle komerčních standardů. V zásadě je to civilní plavidlo doplněné o řadu vojenských prvků (vrtulníky, rychlé čluny, elektroniku). Jeho trup byl vyroben ze slitin hliníku. Jeho posádku tvoří 35 osob (18 vojáků, 17 civilistů). Může přepravovat 353 pasažérů a další náklad. Celkem unese cca 605 tun nákladu. Na palubě jsou kajuty pro bytování 170 osob, dále 128 míst k sezení a dočasné sedačky pro 122 osob, které lze v případě potřeby nahradit lůžky pro 87 osob. Je vybaven nákladovou palubou o ploše 2601 m2, přístupnou po nákladové rampě na zádi, nebo pomocí jeřábu o nosnosti 10 tun. Ten slouží rovněž k manipulaci s malými čluny RHIB. Plavidlo je vybaveno jedním záchranným člunem SOLAS RHIB a menším 7metrovým člunem RHIB pro 15 osob. Obrannou výzbroj tvoří čtyři 12,7mm kulomety M2.
Na zádi je vybaven přistávací plochou a hangárem pro dva vrtulníky. Certifikovány jsou typy AH-1 Cobra, MH-60 Seahawk, CH-46 Sea Knight a UH-1. Pohonný systém tvoří čtyři diesely Catepillar 3618, každý o výkonu 7200 kW, pohánějící přes převodovky ZF 53000 NRH čtyři vodní trysky Wärtsilä LIPS LJ120E. Nejvyšší rychlost dosahuje 45 uzlů. Dále dosahuje 38 uzlů s nákladem 627 tun a 42 uzlů s nákladem 300 tun. Dosah je 1100 námořních mil při rychlosti 35 uzlů.

## Operační služba

### Military Sealift Command

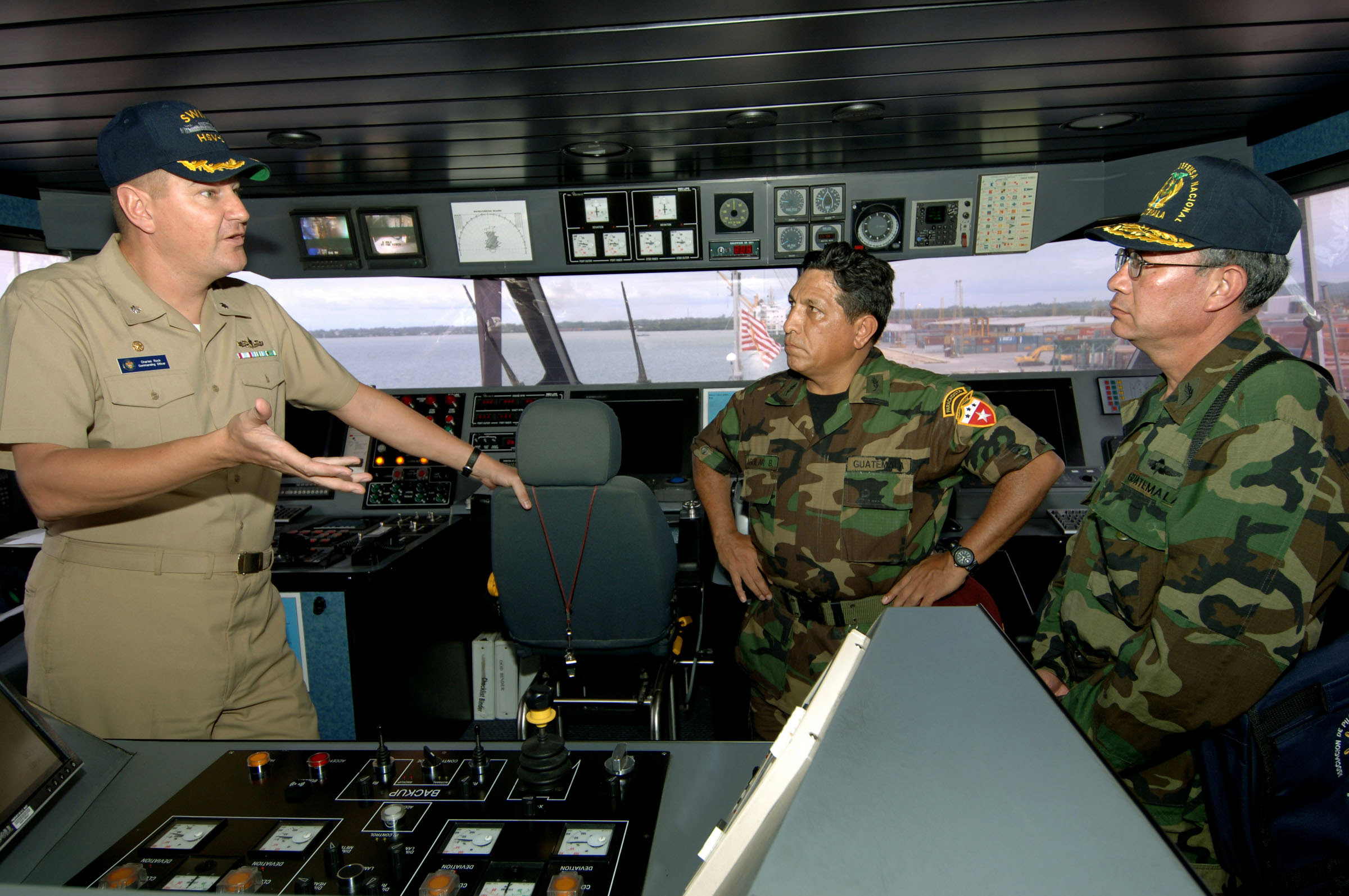
Velitelský můstek HSV-2 Swift

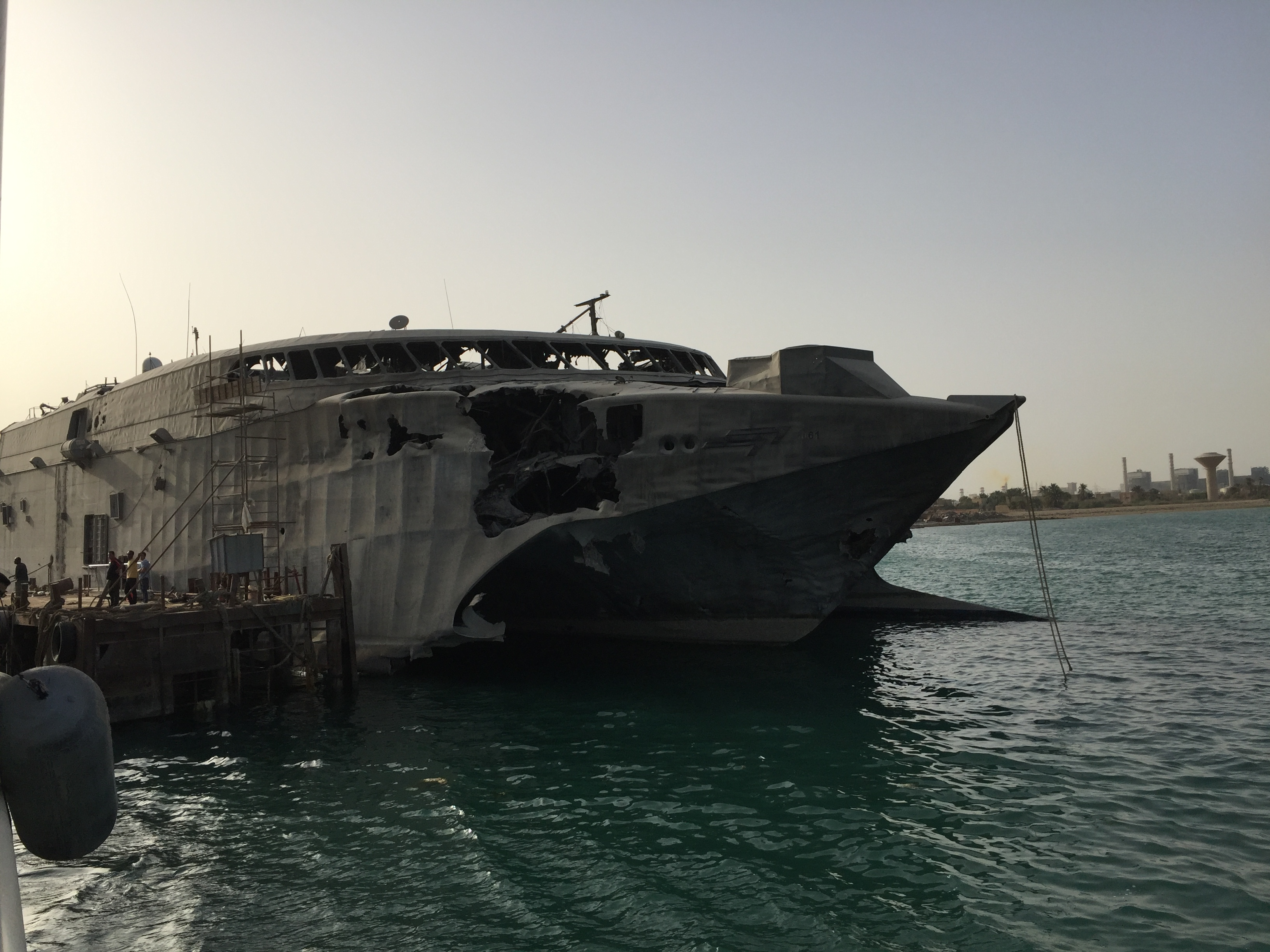
Swift po zásahu protilodní střelou

MSC Swift provozovala v letech 2003–2013. Byl využíván při humanitárních misích (např. Indický oceán roku 2004, Hurikán Katrina roku 2005 a zemětřesení na Haiti v roce 2010), při námořních cvičeních a podpůrných operacích. Dále sloužil pro zkoušky protiponorkového modulárního vybavení pro bojové lodě Littoral Combat Ship (LCS) a k testování konceptu mobilních výsadkových bází (viz americká třída Montford Point).

### Spojené arabské emiráty
Po vyřazení MSC byl Swift pronajat společnosti National Marine Dredging Company ze Spojených arabských emirátů. Následně se zapojil do vojenské intervence v Jemenu. Dne 1. října 2016 byl těžce poškozen protilodní střelou C-802 vypuštěnou jemenskými rebely.